# Les femmes de l'ombre
Les Femmes de l'ombre (en español Las mujeres de la sombra o Espías en la sombra) es una película francesa de Jean-Paul Salomé estrenada en 2008.

## Trama
Louise Desfontaines, una combatiente de la resistencia francesa en el interior de Francia viaja a Inglaterra tras la muerte de su esposo en combate contra las tropas nazis. Allí se une a Pierre, su hermano, como agente del servicio secreto SOE. Su misión es rescatar del hospital a un geólogo británico en manos de los alemanes, ya que él trabajaba en la preparación del desembarco aliado en Normandía y conocía informaciones entonces secretas y decisivas para el curso de la guerra. 
Para cumplir su misión, Louise junto con su hermano reclutan un comando de mujeres francesas: Gaëlle una química del ejército francés en el exilio, especialista en explosivos, Jeanne una prostituta condenada a muerte por asesinato y Suzy una bailarina de cabaret que había sido amante de Heindrich, el oficial alemán que investigaba el caso del geólogo. Ya en Francia se unen a María, una italiana de origen judío que trabajaba como enfermera en el hospital donde atendían al geólogo y era experta en comunicaciones por radio.
Los sentimientos personales más profundos, las torturas, la audacia, el heroísmo, la toma rápida de decisiones de cada contrincante el amplio apoyo de multitud de personas diferentes a la resistencia, se conjugan en el transcurso de los acontecimientos y en el desenlace.

## Reparto
- Sophie Marceau: Louise
- Julie Depardieu: Jeanne
- Marie Gillain: Suzy
- Déborah François: Gaëlle
- Moritz Bleibtreu: Heindrich
- Maya Sansa: María
- Julien Boisselier: Pierre
- Vincent Rottiers: Eddy

## Elementos de verdad histórica
De acuerdo con Jean-Paul Salomé, su fuente de inspiración fue el compromiso de Lise de Baissac con la resistencia y su lucha al lado de su hermano Claude, quien trabajaba para el SOE inglés en la lucha contra la ocupación nazi de Francia. Sin embargo, «la película no es una biografía».